# Benton (Kansas)
Benton è un comune degli Stati Uniti d'America, situato nello Stato del Kansas, nella contea di Butler.